# Miscanthus sacchariflorus
Miscanthus sacchariflorus är en gräsart som först beskrevs av Carl Maximowicz, och fick sitt nu gällande namn av Eduard Hackel. Miscanthus sacchariflorus ingår i släktet miskantusar, och familjen gräs. Inga underarter finns listade i Catalogue of Life.

## Bildgalleri

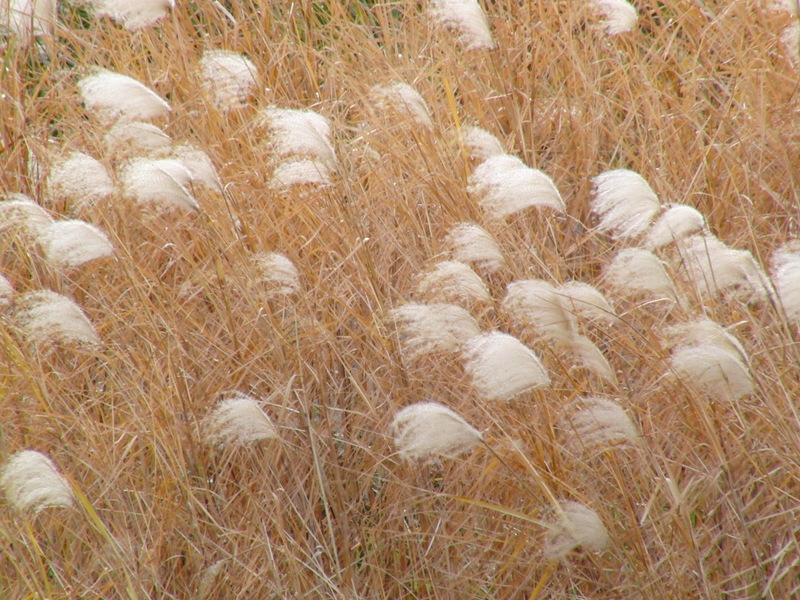
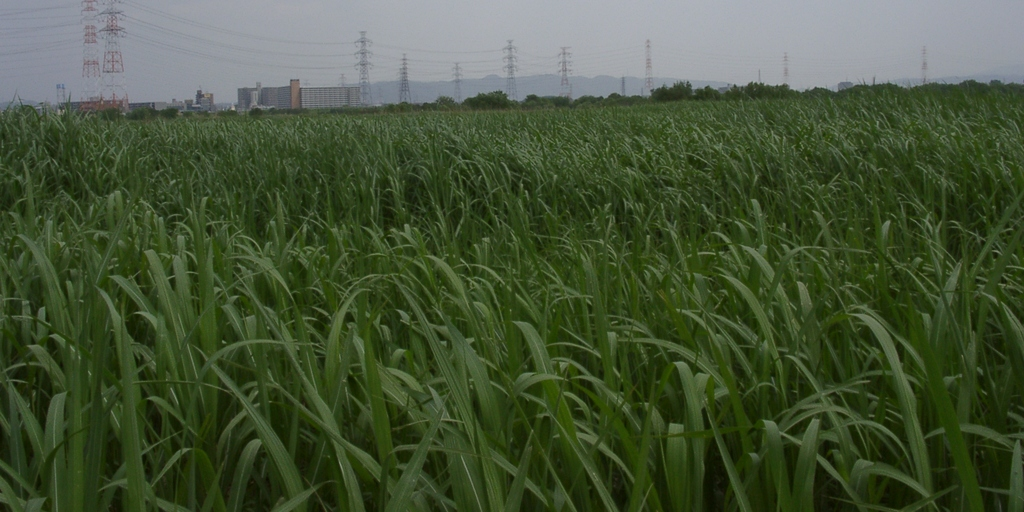